# Sorbus aria
Sorbus aria là loài thực vật có hoa trong họ Hoa hồng. Loài này được Crantz miêu tả khoa học đầu tiên.

## Hình ảnh

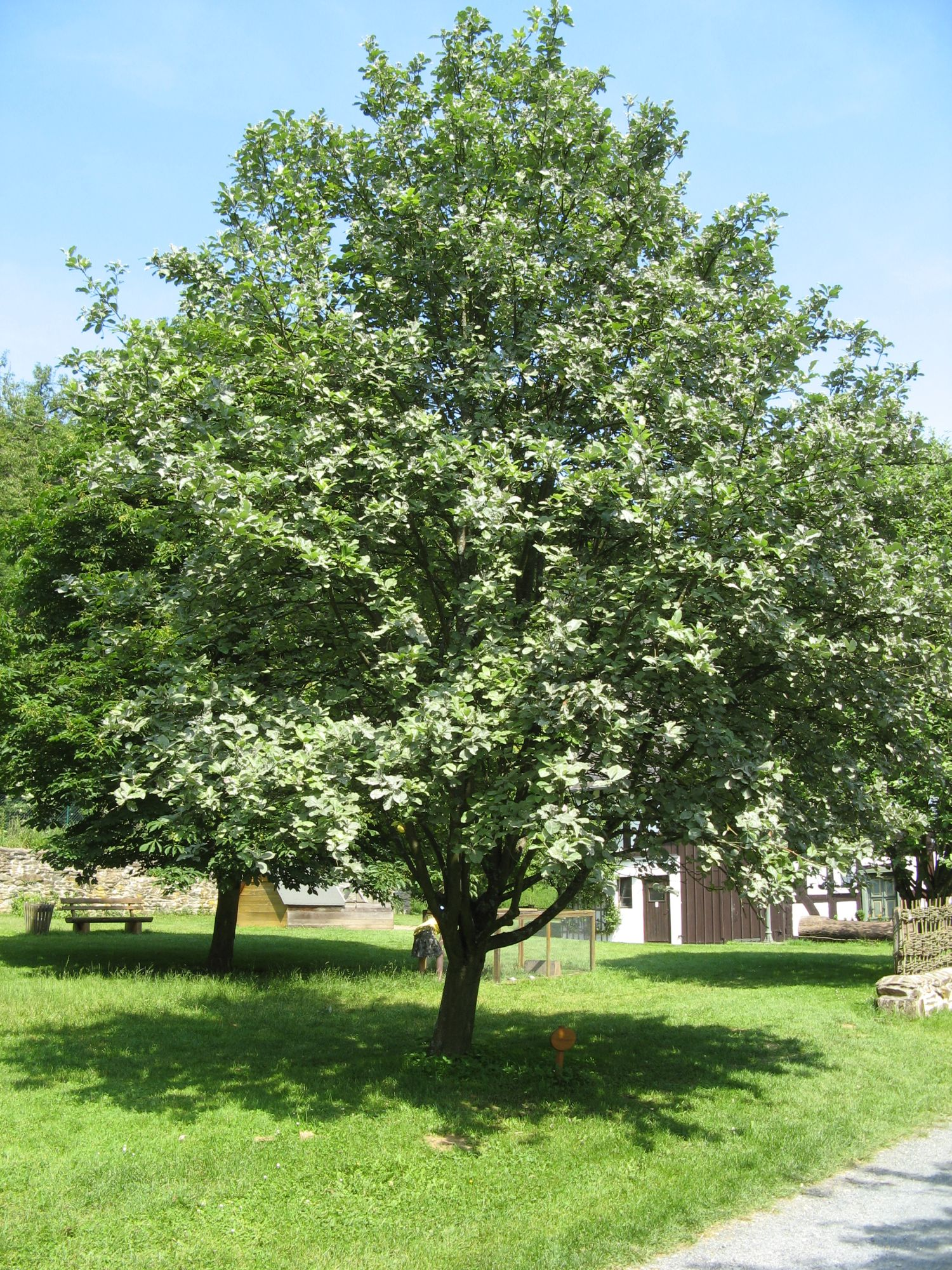
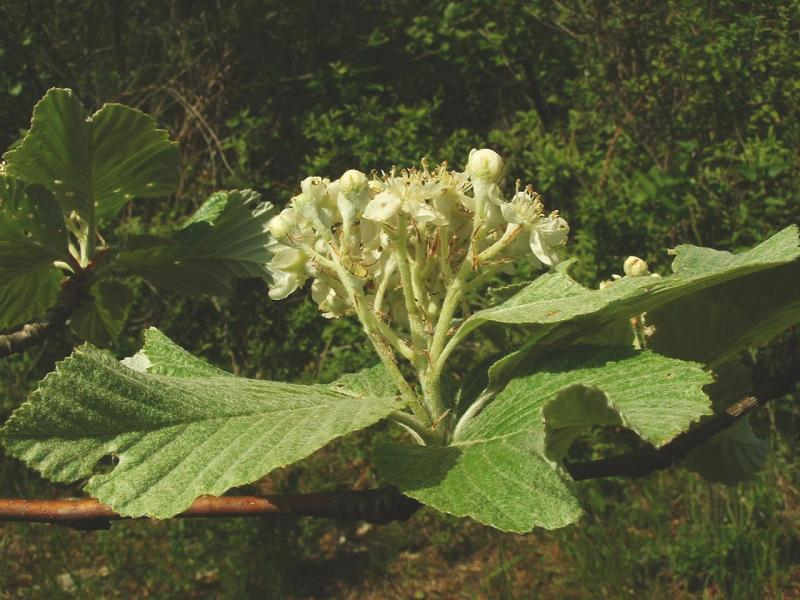
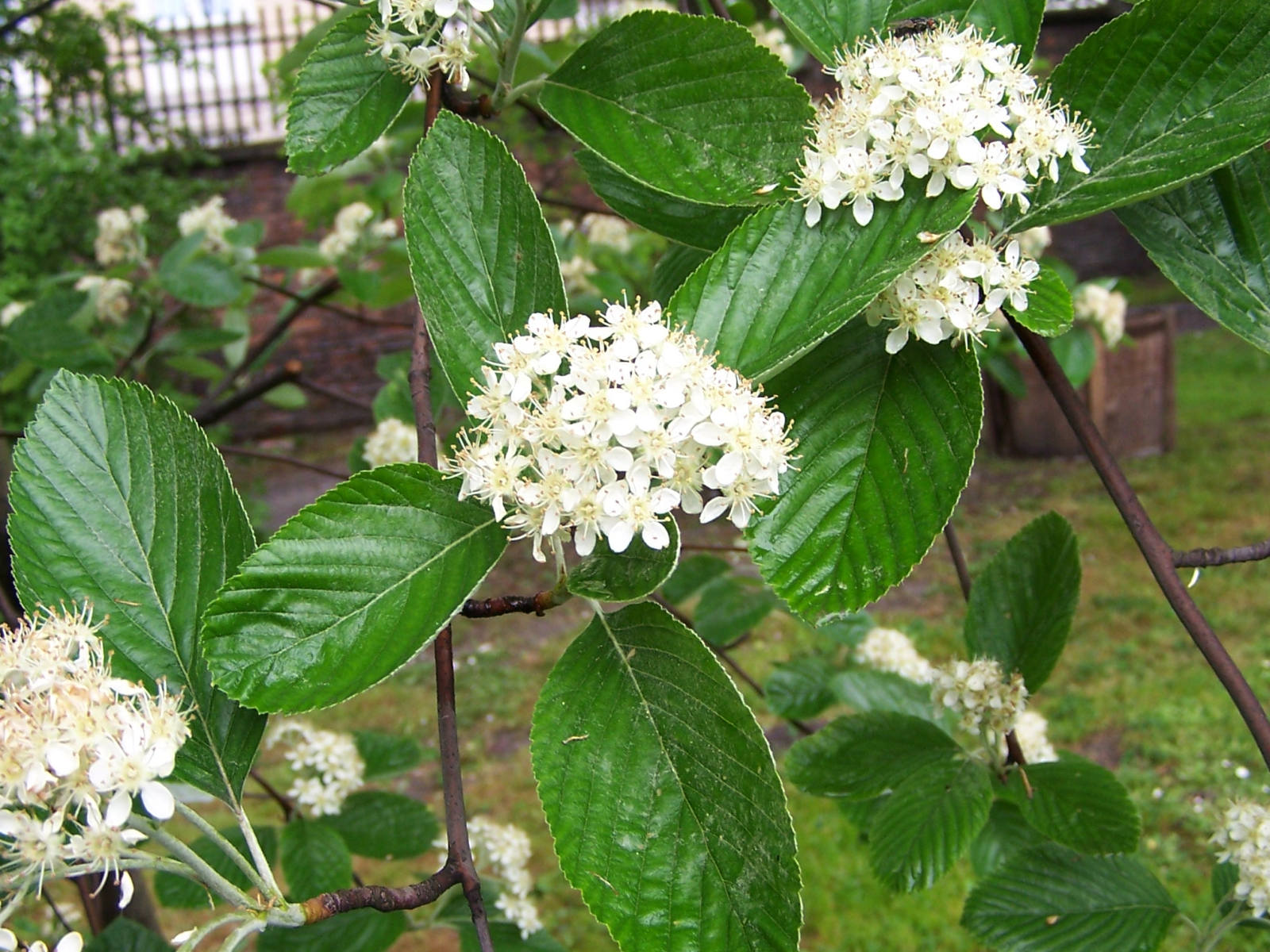
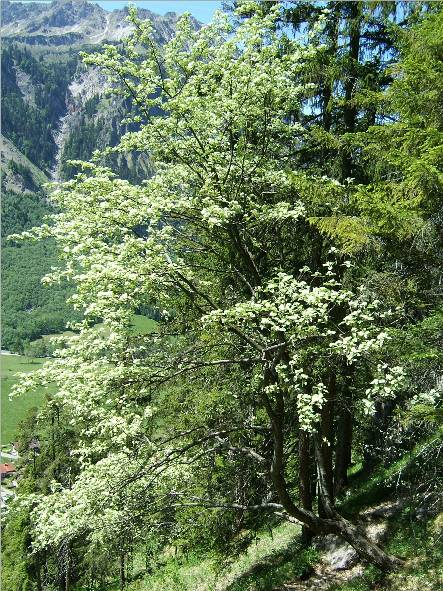